# 뽕디스파뤼
KBS Entertain 뽕디스파뤼는 K-트롯 예능 버라이어티로 트로트 스타들을 초대해 팬덤과 함께 착한 챌린지에 도전하는 예능이다.
- MC : 이찬원, 김종민

- 나태주 : 2021년 12월 9일(목) - 국제구호개발 NGO 굿피플
- 남승민 : 2021년 12월 16일(목) - 국제구호개발 NGO 굿피플
- 박군 : 2021년 12월 23일(목) - 국제구호개발 NGO 굿피플
- 이대원 : 2021년 12월 30일(목) - 국제구호개발 NGO 굿피플